# William Tabi
William Etchu Tabi (Mamfe, 13. studenog 1982.) je kamerunski nogometaš i trener. Od 2013. radi kao trener-igrač u kanadskoj ligi za Burlington SC.
Bio je član U20 reprezentacije Kameruna s kojom je nastupao na svjetskom prvenstvu 1999. godine.
Odigrao je i 5 prijateljskih utakmica za Hajduk.